# جلوگیری از اجرای داده
جلوگیری از اجرای داده یا Data Execution Prevention که به اختصار به آن DEP گفته می‌شود یکی از سازوکارهای امنیتی در سیستم‌عامل‌های لینوکس و  ویندوز مایکروسافت و اواس ده و آی‌اواس و اندروید می‌باشد. این فناوری از اجراشدن کد از قسمتهایی از حافظه که غیر اجرایی می‌باشند، جلوگیری می‌کند. با استفاده از این قابلیت می‌توان از برخی سوء استفاده‌هایی که در اثر سرریز شدن بافر ایجاد می‌شود جلوگیری کرد. این قابلیت به دو صورت ممکن است پیاده‌سازی شده باشد. در نوع اول سخت‌افزار پردازنده مربوطه از این قابلیت پشتیبانی می‌کند و می‌تواند نواحی غیر اجرایی حافظه را علامت‌گذاری کند. نوع دوم پیاده‌سازی نرم‌افزاری این فناوری می‌باشد که در نرم‌افزار سعی می‌شود که این محدودیتها اعمال شود. لازم به ذکر است که روش سخت‌افزاری از روش نرم‌افزاری کارآمد تر است و محدودیتهای کمتری دارد.